# Хофман, Луис
Луис Хофман (нем. Louis Hofmann; род. 3 июня 1997, Бенсберг) — немецкий актёр, широкой публике известен по фильмам «Том Сойер», «Моя земля» и сериалу производства Netflix — «Тьма».

## Раннее детство и первые работы
Родился в небольшом городке Бенсберг, вырос в Кёльне. Впервые попробовал себя перед камерой в 2006 году на местном телеканале WDR в вечерней телепередаче «Servicezeit», в сегменте (Die Ausflieger), посвященном тестированию семейных развлекательных мероприятий. Спустя два года решил податься в актёрство и обратился в соответствующее агентство. Ныне находится под крылом «Agentur Schwarz».
В 2009 году снялся в драмедии «Данни Ловински», фильмах «Пропавший отец» и «Смерть в Стамбуле». В 2010 появляется в эпизодах телесериалов «Вильсберг» и «Спецотряд „Кобра 11“».

## Карьера
Первой крупной работой Луиса, где он сыграл ведущую роль, стала лента «Том Сойер», снятая по мотивам классической повести Марка Твена — «Приключения Тома Сойера». Режиссером выступила Хермина Хунтгебурт. Вместе с Леоном Зайделем, исполнителем роли Гекльберри Финна, Хофман записал саундтрек под названием «Barfuß Gehen» («Босиком»). Сиквел — «Приключения Гекльберри Финна» вышел в 2012, в том же году Луис удостоился специального приза премии «Новые лица».
В 2013 году получил главную роль в одном из эпизодов сериала «Комиссар Штольберг» и отметился в трагикомедии Ванессы Йопп — «Идеальный мужчина» вместе с Бенно Фюрманом. В 2014 году принял участие в фильме «Das Zeugenhaus», снятом по мотивам книги Кристианы Коль, исполнив роль Вернера Крольмана.
За образ Вольфганга («Убежище», реж. Марк Бруммунд), в 2015 году, получил награду в категории «Лучший молодой актёр» от «Баварской кинопремии» и точно такую же награду премии «Немецкий актер» годом позже. В своем первом международном фильме — «Моя земля», режиссёром которого стал Мартин Цандфлит, примерил на себе амплуа немецкого военнопленного, и вновь пополнил копилку профессиональных наград очередным трофеем, на этот раз от кинопремии Бодиль — за лучшую второстепенную роль и особым призом премии Немецкой киноакадемии за участие в интернациональном фильме.
В 2016 году сыграл Фила в подростковом драматическом фильме «Центр моего мира», под руководством Якоба Эрва, снятого по мотивам одноименного романа Андреаса Штайнхёфеля. Получил награду «Восходящая звезда немецкого кино» на Берлинском кинофестивале в 2017, организованном международной сетью «European Film Promotion», занимающейся мировым продвижением европейского кино.
В 2016 году Хофман получил роль Йонаса Канвальда в телесериале Netflix сверхъестественном триллере «Тьма». Его персонаж — один из главных героев. Второй сезон был выпущен 21 июня 2019 года. Третий и последний сезон был выпущен 27 июня 2020 года.

## Личная жизнь
По окончании школы переехал в Берлин, живёт в районе Митте. Состоит в отношениях с начинающей моделью — Стеллой Маркерт.

## Фильмография

### Кино и ТВ
| Год          |    | Русское название              | Оригинальное название                      | Роль               |
| ------------ | -- | ----------------------------- | ------------------------------------------ | ------------------ |
| 2010         | тф | Пропавший отец                | Der verlorene Vater                        | Давид Зальцбреннер |
| 2010         | тф | —                             | Tod in Istanbul                            | Саша Кляйнерт      |
| 2010 — н. в. | с  | Данни Ловински                | Danni Lowinski (Эпизод «Hundeleben»)       | Фабиан Людтке      |
| 2011         | ф  | Том Сойер                     | Tom Sawyer                                 | Том Сойер          |
| 1995 — н. в. | с  | Вильсберг                     | Wilsberg (Эпизод «Aus Mangel an Beweisen») | Макс Рензинг       |
| 2012         | ф  | Приключения Гекльберри Финна  | Die Abenteuer des Huck Finn                | Том Сойер          |
| 2006—2013    | с  | Комиссар Штольберг            | Stolberg (Эпизод «Der verlorene Sohn»)     | Деннис Кесслер     |
| 2012—2015    | с  | СОКО Кёльн                    | SOKO Köln (Эпизод «Der stille Mord»)       | Феликс Воллер      |
| 2013         | ф  | Почти идеальный мужчина       | Der fast perfekte Mann                     | Аарон              |
| 2014         | тф | —                             | Das Zeugenhaus                             | Вернер Кролльман   |
| 2015         | ф  | Убежище                       | Freistatt                                  | Вольфганг          |
| 2015         | ф  | Моя земля                     | Under sandet                               | Себастьян Шуман    |
| 2016         | ф  | Одни в Берлине                | Alone in Berlin                            | Ханс Квангель      |
| 2016         | тф | Белый кролик                  | Das weiße Kaninchen                        | Кевин              |
| 2016         | ф  | Центр моего мира              | Die Mitte der Welt                         | Фил                |
| 2017 — н. в. | с  | В розыске                     | You Are Wanted                             | Далтон             |
| 2017         | ф  | Ламмбок                       | Lommbock                                   | Джонатан           |
| 2015 — н. в. | с  | Вина по Фердинанду фон Шираху | Schuld                                     | Леонхард Таклер    |
| 2017         | ф  | 1000 видов дождя              | 1000 Arten Regen zu beschreiben            | Оливер             |
| 2017—2020    | с  | Тьма                          | Dark                                       | Йонас Канвальд     |
| 2018         | ф  | Красный воробей               | Red Sparrow                                | управляющий банком |
| 2018         | ф  | Белый ворон                   | The White Crow                             | Тиа Кримке         |
| 2018         | ф  | Новый конец                   | Ende Neu                                   | карлик (голос)     |
| 2018         | ф  | Прелюдия                      | Prelude                                    | Давид              |
| 2019         | ф  | Урок немецкого                | Deutschstunde                              | Клас Йепсен        |
| 2022         | ф  | Фальсификатор                 | The Forger (Der Passfälscher)              | Сёма Шонхаузен     |
| 2022         | с  | Жизнь после жизни             | Life After Life                            | Юрген              |
| 2023         | ф  | Сенека                        | Seneca – On the Creation of Earthquakes    | Луцилиус           |
| 2023         | с  | Весь невидимый нам свет       | All the Light We Cannot See                | Вернер Пфенниг     |
| 2024         | с  | Властелины воздуха            | Masters of the Air                         | Ульрих Хаусманн    |
| 2024         | с  | Рипли                         | Ripley                                     | Макс Йодер         |

### Телепередачи
| Год       | Название | Оригинальное название | Эпизод / Сегмент |
| --------- | -------- | --------------------- | ---------------- |
| 2006—2009 | —        | Servicezeit           | Die Ausflieger   |

### Мультфильмы
| Год       | Название                  | Оригинальное название                       | Озвученная роль |
| --------- | ------------------------- | ------------------------------------------- | --------------- |
| 2016—2017 | Ворона-проказница: Сериал | Der kleine Rabe Socke — Die Serie           | Равен           |
| 2019      | Гномы в деле!             | Die Heinzels — Rückkehr der Heinzelmännchen | Кипп            |

## Награды и номинации
| Год  | Премия / Фестиваль                    | Категория                        | Работа           | Результат |
| ---- | ------------------------------------- | -------------------------------- | ---------------- | --------- |
| 2012 | Премия «Новые лица»                   | Особая награда                   | Том Сойер        | Победа    |
| 2015 | Премия «Гюнтер-Штрак-Фернзепрайс»     | Лучший молодой актёр             | Das Zeugenhaus   | Номинация |
| 2015 | Международный кинофестиваль в Токио   | Лучший молодой актёр             | Моя земля        | Победа    |
| 2015 | Кинофестиваль имени Макса Офюльса     | Лучший дебютант                  | Убежище          | Номинация |
| 2015 | Фестиваль исторического кино Ватерлоо | Лучший дебютант                  | Убежище          | Номинация |
| 2015 | Баварская кинопремия                  | Лучший молодой актёр             | Убежище          | Победа    |
| 2016 | Премия гильдии актёров Германии       | Лучший молодой актёр             | Убежище          | Победа    |
| 2016 | Премия «Роберт»                       | Лучший актёр второго плана       | Моя земля        | Номинация |
| 2016 | Премия «Бодиль»                       | Лучший актёр второго плана       | Моя земля        | Победа    |
| 2016 | Премия «Лола»                         | Особая награда                   | Моя земля        | Победа    |
| 2016 | Пекинский международный кинофестиваль | Лучший актёр                     | Моя земля        | Победа    |
| 2017 | Берлинский кинофестиваль              | Восходящая звезда немецкого кино |                  | Победа    |
| 2017 | Премия «Аскания»                      | Восходящая звезда                | Центр моего мира | Победа    |
| 2017 | Премия «Юпитер»                       | Лучший немецкий актёр            | Центр моего мира | Номинация |
| 2018 | Премия «Золотая камера»               | Лучший молодой актёр             | Тьма             | Победа    |